# Graphorkis
Graphorkis là một chi thực vật có hoa trong họ, Orchidaceae.